# Institut des sciences de la Terre (Sénégal)
Pour les articles homonymes, voir Institut des sciences de la Terre.
 (décembre 2018).
 (décembre 2018).
L’Institut des Sciences de la Terre (IST) a été créé par les décrets 82-693, 82-694 et 82-695 du 7 septembre 1982, au sein du département de Géologie de la Faculté des Sciences et Techniques de l’Université Cheikh Anta Diop de Dakar (UCAD) pour participer à la formation des cadres supérieurs du Sénégal et des autres pays africains dans les domaines de la géologie appliquée. L'IST est situé à Dakar-Fann, dans l'ancien bâtiment du BRGM (Bureau de recherches géologiques et minières).
Il forme principalement des ingénieurs géologues Bac+5 et plus récemment des techniciens géologues Bac+2. L'admission se fait sur concours vers le mois de septembre et concerne les bacheliers issus uniquement des séries scientifiques (S1 et S2). La formation se déroule sur 5 ans (2 ans en classes préparatoires et 3 ans en cycle ingénieur). À ce jour, ce sont plus de 390 ingénieurs géologues diplômés dont l'actuel président de la République Macky Sall qui sont sortis de cet Institut en 1988. 
Le professeur Michel Rollet est l'un des fondateurs de l'institut, tandis que le professeur Ousseynou Dia en fut le premier directeur de l'Institut.
L'IST fera bientôt parti l’École Supérieure des Mines et de la Géologie (ESMG) et transférée dans la deuxième Université de Dakar à Diamniadio (Université Amadou Mahtar Mbow : UAM). L'Institut des Sciences de la Terre est en partenariat avec le Maroc qui envoie 2 à 3 étudiants par an, travaille avec l’École polytechnique de Montréal (Canada) sur un programme de Master Environnement et Gestion des rejets miniers. Des sociétés minières présentes au Sénégal comme Randgold, Iamgold et Téranga Gold apportent un soutien non négligeable à l'IST. En effet, l'Institut dispose de modestes moyens financiers et matériels car dépendant de la faculté des sciences et techniques (FST) avec qui elle liée depuis sa création.

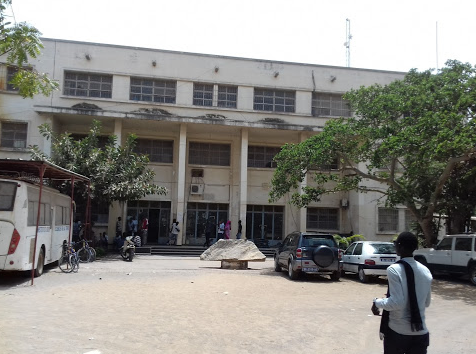
Façade du bâtiment

## Anciens élèves
- Macky Sall : Président de la République du Sénégal[réf. nécessaire]